# Влосцєєвкі (Великопольське воєводство)
Влосцєєвкі (пол. Włościejewki) — село в Польщі, у гміні Ксьонж-Велькопольський Сьремського повіту Великопольського воєводства.
Населення — 270 осіб (2011).
У 1975-1998 роках село належало до Познанського воєводства.

## Демографія
Демографічна структура станом на 31 березня 2011 року:
|          | Загалом | Допрацездатний вік | Працездатний вік | Постпрацездатний вік |
| -------- | ------- | ------------------ | ---------------- | -------------------- |
| Чоловіки | 127     | 30                 | 89               | 8                    |
| Жінки    | 143     | 37                 | 81               | 25                   |
| Разом    | 270     | 67                 | 170              | 33                   |